# Lew Harvey
Lew Harvey (New York, 6 ottobre 1887 – Los Angeles, 19 dicembre 1953) è stato un attore statunitense.

## Filmografia parziale
- Fior d'assalto (Lady of the Night), regia di Monta Bell (1925)
- The Fighting Edge, regia di Henry Lehrman (1926)
- Frozen River, regia di F. Harmon Weight (1929)
- Big Boy, regia di Alan Crosland (1930)
- Garden of the Moon, regia di Busby Berkeley (1938)
- Se mi vuoi sposami (Honky Tonk), regia di Jack Conway (1941)